# Lepidilema unipectinata
Lepidilema unipectinata là một loài bướm đêm thuộc phân họ Arctiinae, họ Erebidae.